# Гамалія Платон Якович
Плато́н Я́кович Гамалі́я (рос. Платон Яковлевич Гамалея, *18 (29) листопада 1766, с. Малютинці Лубенського полку — †7 (21) липня 1817, маєток Лисогори Борзнянського повіту Чернігівської губернії) — нащадок українського козацького шляхетного роду, морський офіцер, капітан-командор (1804), педагог, перекладач, учений, член Державного адміралтейського департаменту, почесний член Петербурзької академії наук (1801), дійсний член Російської академії наук та Вільного економічного товариства (1808); кавалер орденів св. Анни 3-го (1798) і 2-го (1800) ступенів, св. Володимира 3-го ступеня (1811).

## Життєпис
Платон Гамалія походить зі старовинного козацько-старшинського роду Гамаліїв, народився 29(18) листопада 1766 року в селі Малютинці Пирятинської першої сотні Лубенського полку (нині село Пирятинського району Полтавської області) у родині бунчукового товариша Якова Гамалії та його дружини Катерини (до шлюбу Мандрик).
За легендою Гамалії походили зі старовинного польського шляхетного роду Висоцьких (Поділ, воєвод.), але пристали до Національно-визвольної війни українського народу 1648-58. Один з Висоцьких, Григорій, виконував дипломатичне доручення Б. Хмельницького в Туреччині. Саме там його назвали Гамалією, що в перекладі з тур. мови означає "сильний", "здібний до різних справ" чоловік. Ця легенда була ґрунтом для отримання Гамаліями в кін. XVIII ст. дворянства. У 2-й пол. XVIII ст. серед Гамаліїв, вихідців з Полтави, були полковники, генеральні осавули, генеральні бунчукові, генеральні хорунжі, дипломати. По жіночій лінії Гамалії перебували у родинних зв'язках з гетьманом П. Дорошенком та наказним гетьманом Андрієм Дорофійовичем Дорошенком, служили Б. Хмельницькому, І. Виговському, І. Брюховецькому, П. Дорошенку, І. Мазепі. 
Батько Яків Олександрович Гамалія, бунчуковий товариш (з 1766), пирятинський городничий (1783), колезький асесор, був одружений з Катериною Семенівною Мандрикою. Володів с. Малютинці Першої Пирятинської сотні та с. Дейманівка Другої Пирятинської сотні Лубенського полку, де мав бл. 300 душ кріпаків та великі земельні володіння. 
П.Гамалія навчався у Києво-Могилянській Академії. 1779 вступив до Морського кадетського корпусу у Кронштадті. З 1781 - капрал. 1782-84 служив на кораблі "Святой Георгий Победоносец" в ескадрі віце-адмірала В. Я. Чичагова плавав від Кронштадту до Ліворно. З 1783 р. - підпрапорщик, з 1.05.1784 р. - мічман; 1785 р. - на кораблі "Іоанн Богослов" в ескадрі віце-адмірала Круза служив на Балтійському морі; 1786 р. перебував на службі при Кронштадтському порту. 7.01.1788 р. - лейтенант. 1788 р. на кораблі "Ростислав" брав участь у Готландській битві. 1789 призначено у гребну флотилію під командуванням принца Карла-Генріха-Ніколая-Отто Нассау-Зігена, де був перекладачем. Командував катером "Кречет"; учасник Роченсальмської та інших битв. 13.08.1789 за проявлений героїзм головнокомандуючим російськими військами у Фінляндії графом Валентином Платоновичем Мусіним-Пушкіним підвищений до звання капітан-лейтенанта. 1790 брав участь у битві на Фрідріхсгамському рейді, у Виборзькій та 2-ій Роченсальмській битвах. 
1788 року прикомандирований до Морського кадетського корпусу. Там від 1791 року виконував обов'язки ротного командира й викладача, від 1795 — інспектора класів. Автор підручників і наукових праць з математики, механіки, фізики, навігації і судноводіння, теорії кораблебудування, історії флоту тощо. Серед його вихованців — Юрій Лисянський, Адам Йоганн Крузенштерн, Михайло Лазарєв та ін. 1792 р. на фрегаті "Вони" плавав із гардемаринами до багатьох портів Балтійського моря. 1793-1801 рр. викладав гардемаринам курс морської еволюції та теорії морського мистецтва. З 23.09.1797 р. - капітан 2-го рангу, з 1799 р. - капітан 1-го ранґу, з 10.12.1804 р. - капітан-командор. З 1801 р. - почесний член І російської АН, 1808 р. - дійсний член Російської АН, з і 1805 - член Державного адміралтейського депутатського та "Вільного економічного товариства" ("Вольное зкономическое общество"). 1809 року був у тривалій відпустці через хворобу. 1811 року увільнений від посади (з винагородженням посиленим пенсіоном), повернувся до України, де прожив останні роки свого життя. Відомо, що 1812 р. Платона Яковича в Лисогорах відвідав Іван Петрович Котляревський, який у цей час займався формуванням Українського козацького полку. Тоді П.Гамалія відпустив кількох своїх кріпаків у козаки.
П.Я.Гамалія помер 21(9) липня 1817 року в маєтку Лисогори Борзнянського повіту Чернігівської губернії (нині село Ічнянського району Чернігівської області). Могилу П.Я. Гамалеї була виявлено 1973 року. З ініціативи викладачів та студентів вечірнього відділення Миколаївського кораблебудівного технікуму було виготовлено пам'ятник – стелу у вигляді вітрила на постаменті. На ній напис: "Видатному вченому-академіку Гамалії Платону Яковичу (1766-1817) від вдячних нащадків". Встановлено пам'ятку учнями та викладачами Южненської загальноосвітньої школи. 9 травня 1974 року відбулося його урочисте відкриття.
1805 року ім'ям Платона Гамалії російський мореплавець Іван Крузенштерн назвав ріг на острові Хонсю в Японському морі, а у 1966 році на його честь було названо скелю Гамалія в Антарктиді, на Землі Королеви Мод.